# Torneio Triangular Internacional do Chile
O Torneio Triangular Internacional do Chile ou Triangular dos Campeões foi um torneio internacional de futebol disputado no ano de 1957 pelos respectivos campeões de seus países: Chile, Uruguai e Brasil. A competição foi realizada na cidade de Santiago, e contou com a participação do Club Social y Deportivo Colo-Colo, Club Nacional de Football e Club de Regatas Vasco da Gama. 
Na primeira partida do torneio, entre Vasco da Gama e Nacional, o clube brasileiro venceu de virada por 2 a 1, com gols de Mendes (Nacional), aos 18min do 1º tempo, Laerte (Vasco), aos 30min do 1º tempo e Válter (Vasco), aos 18min do 2º segundo tempo.
Na grande decisão do torneio, o Vasco, que já demostrara seu poderio no primeiro jogo, enfrentou dificuldades diante do campeão chileno. A equipe do Colo-Colo, embora contasse com o apoio de sua fervorosa torcida, não conseguiu superar a esquadra cruzmaltina, que terminou o encontro com a expressiva vitória de 3 x 2, Livinho 19' e Válter 28' 44'.

## Classificação
| Pos. | Time          | Pts | J | V | E | D | GP | GC | SG |
| ---- | ------------- | --- | - | - | - | - | -- | -- | -- |
| 1    | Vasco da Gama | 6   | 2 | 2 | 0 | 0 | 5  | 3  | +2 |
| 2    | Colo-Colo     | 3   | 2 | 1 | 0 | 1 | 4  | 4  | 0  |
| 3    | Nacional      | 0   | 2 | 0 | 0 | 2 | 2  | 4  | –2 |

## Partidas
| 17 de Janeiro de 1957 | Vasco da Gama                    | 2 – 1 | Nacional        | Estádio Nacional - Santiago                          |
|                       | Laerte 30' · Válter Marciano 63' |       | Omar Méndez 18' | Público: 25 mil pagantes Árbitro: Pedro Pietro - FCF |

| 18 de Janeiro de 1957 | Colo-Colo | 2 – 1 | Nacional | Estádio Nacional - Santiago                          |
|                       |           |       |          | Público: 20 mil pagantes Árbitro: Pedro Pietro - FCF |

### Decisão
| 19 de Janeiro de 1957 | Vasco da Gama                                           | 3 – 2 | Colo-Colo                              | Estádio Nacional - Santiago                          |
|                       | Livinho 19' · Válter Marciano 28' · Válter Marciano 44' |       | José Fernandez 18' · Arturo Farías 42' | Público: 45 mil pagantes Árbitro: Pedro Pietro - FCF |

Vasco da Gama: Vagner (Helio), Ortunho e Bellini, Oliver (Geninho), Orlando e Coronel, Sabará, Livinho, Válter, Wilson Moreira e Roberto. 
 Colo-Colo: Nitz, Fernandes, Cruz, Penha, Eduardo Robledo, Otiz (Vilandel), Moreno (Ramirez), Hormazabal, Jorge Robledo, Fernandes e Ramirez (Munhoz)..

## Resultado final
| Torneio Triangular Internacional do Chile |
| ----------------------------------------- |
| Vasco da Gama - CAMPEÃO - (Invicto)       |

| Vasco da Gama: Wagner; Ortunho, Bellini, Orlando e Coronel; Laerte (Clever) e Válter; Sabará, Livinho, Wilson Moreira e Roberto Pinto. Técnico: Martim Francisco. |
| --- |